# 宫崎百合子
宫崎百合子（Yuriko Lily Miyazaki，1995年11月11日—），日本出生的英国女子网球运动员。 截止2024年6月，宫崎百合子目前在ITF女子世界网球巡回赛上有7个单打和8个双打冠军。

## 早期生活和青少年网球
宫崎百合子10岁时定居英国伦敦，此前曾居住在日本东京和瑞士。她在18岁之前一直在萨顿网球学院（Sutton Tennis Academy）接受训练。因为日本不允许拥有双重国籍，她于2022年3月转入英国国籍，并代表英国队参加国际网球比赛。 
宫崎百合子与2014-19年就读于俄克拉荷马大学，她在那里完成了数学本科学位，随后获得了信息技术管理硕士学位。她在俄克拉荷马四年一直是排名第一的选手，总战绩为96胜35负，并三次入选Big 12联盟第一阵容。 

## 职业生涯
宫崎百合子此前代表日本队参赛，在2021年特兰西瓦尼亚网球公开赛上首次亮相WTA巡回赛正赛，并与阿纳斯塔西娅·加萨诺娃搭档参加双打比赛。在获得正赛资格后，她在2022年里昂网球公开赛上首次亮相巡回赛单打比赛。她于2022年3月开始转为代表英国。2022年6月，宫崎宣布获得2022年温布尔登网球锦标赛正赛外卡，这是她的大满贯首秀。  2022年10月，宫崎骏在格拉斯哥决赛中击败同胞希瑟·沃森赢得了她的第一个ITF W60级别冠军。
2023年9月，她在美国网球公开赛上首次以非外卡身份亮相大满贯，她通过资格赛进入正赛。 在正赛第一轮中，她击败了玛加丽塔·贝托娃，实现了她大满贯单打首胜。

## 大满贯成绩
指引：
| W | F | SF | QF | #R | RR | LQ (Q#) | A | P | Z# | PO | SF-B | F-S | G | NMS | NH | NQ |

W：冠軍；F：亞軍；SF：四強；QF：八強；#R：前四輪；RR：小組賽；LQ：止步資格賽；A：缺席；P：比赛延期；Z#：戴维斯杯/联合会杯组别赛（#表示级别）；PO：參與戴維斯盃/联合会杯附加赛；SF-B：奧運會銅牌；F-S：奧運會銀牌；G：奧運會金牌；NMS：非ATP1000大師賽系列；NH：該賽事本年度未舉行；NQ：未入圍。

### 单打
| 赛事               | 2022 | 2023 | 2024 | SR    | W–L | 胜率 % |
| ------------------ | ---- | ---- | ---- | ----- | --- | ------ |
| 澳大利亚网球公开赛 | Q1   | Q3   | Q1   | 0 / 0 | 0–0 | –      |
| 法国网球公开赛     | Q2   | Q1   | Q1   | 0 / 0 | 0–0 | –      |
| 温布尔登网球锦标赛 | 1R   | Q2   | 2R   | 0 / 2 | 1–2 | 33%    |
| 美国网球公开赛     | Q1   | 2R   |      | 0 / 1 | 1–1 | 50%    |
| 胜-负              | 0–1  | 1–1  | 1–1  | 0 / 3 | 2–3 | 40%    |